# Pierre Dumay

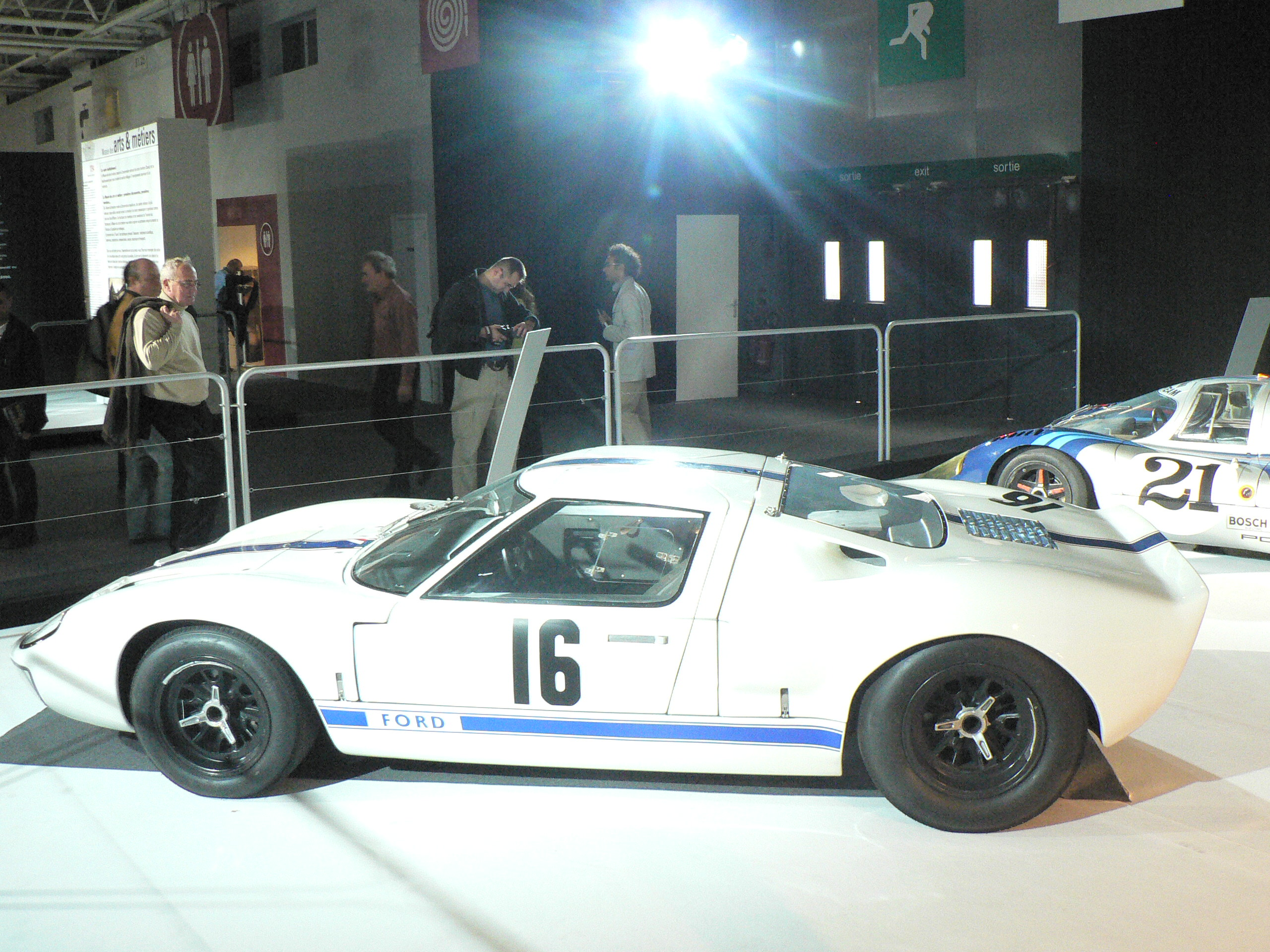
Der Ford France Ford GT40, mit dem Pierre Dumay und Henri Greder wegen eines überhitzten Zylinders beim 24-Stunden-Rennen von Le Mans 1967 ausfielen

Pierre Yves Albert Dumay (* 21. November 1928 in Algier; † 22. August 2021 in Saint-Tropez) war ein französischer Automobilrennfahrer, der Rennen teilweise unter dem Pseudonym Loustel bestritt.

## Karriere im Motorsport
Pierre Dumay begann in den 1950er-Jahren mit dem Motorsport. Erst bestritt er Motorradrennen und wechselte 1955 zu den Automobilen und bestritt von nun an Sportwagenrennen. Seine erste erfolgreiche Rennsaison hatte er 1960. Er gewann den Coupes de Vitesse in Montlhéry, wurde gemeinsam mit Fernand Tavano Gesamtvierter beim 24-Stunden-Rennen von Le Mans und beendete die Tour de France für Automobile dieses Jahres mit Partner Jo Schlesser als Zweiter. Außerdem beende er – wieder mit Rennpartner Tavano – auch das 1000-km-Rennen von Paris als Vierter. Bei allen Einsätzen war ein Ferrari 250 GT das Einsatzfahrzeug.
In den folgenden Jahren wurde Dumay ein erfolgreicher Le-Mans-Starter. 1965 ergab sich während des Rennens sogar die Möglichkeit den Gesamtsieg einzufahren. Das Rennen entwickelte sich zu einem Zweikampf zweier Ferrari 250LM. Der eine, gemeldet vom North American Racing Team, wurde von Masten Gregory und Jochen Rindt gefahren. Der zweite 250LM wurde von Pierre Dumay gemeldet, der sich das Cockpit mit dem Belgier Gustave Gosselin teilte. Am Sonntag, knapp zwei Stunden vor Rennende, lag dieser 250LM sicher in Führung, als Gosselin am Ende der Les-Hunaudières-Geraden einen Reifenschaden hatte. Der Reifen explodierte und zerstörte die Karosserie am Hinterwagen. Gosselin brachte den Wagen zwar zurück an die Box, aber durch die langwierige Reparatur verlor das Team sieben Runden und musste sich mit dem zweiten Rang zufriedengeben. Auch seinen letzten Renneinsatz hatte Dumay in Le Mans, wo er 1967 nach einem Zylinderschaden am Ford GT40 vorzeitig ausfiel.
Er starb im August 2021.

## Statistik

### Le-Mans-Ergebnisse
| Jahr | Team                   | Fahrzeug           | Teamkollege               | Platzierung            | Ausfallgrund         |
| ---- | ---------------------- | ------------------ | ------------------------- | ---------------------- | -------------------- |
| 1960 | Fernand Tavano         | Ferrari 250 GT SWB | Fernand Tavano            | Rang 4 und Klassensieg |                      |
| 1963 | Fernand Tavano         | Ferrari 250 GTO    | Léon Dernier              | Rang 4                 |                      |
| 1964 | Equipe Nationale Belge | Ferrari 250LM      | Gérard Langlois van Ophem | Rang 16                |                      |
| 1965 | Pierre Dumay           | Ferrari 250LM      | Gustave Gosselin          | Rang 2                 |                      |
| 1966 | Ecurie Francorchamps   | Ferrari 365P2      | Jean Blaton               | Ausfall                | Motorschaden         |
| 1967 | Ford France S.A.       | Ford GT40          | Henri Greder              | Ausfall                | überhitzter Zylinder |

### Einzelergebnisse in der Sportwagen-Weltmeisterschaft
| Saison | Team                                        | Rennwagen                     | 1   | 2   | 3   | 4   | 5   | 6   | 7   | 8   | 9   | 10  | 11  | 12  | 13  | 14  | 15  | 16  | 17  | 18  | 19  | 20  | 21  | 22  |
| ------ | ------------------------------------------- | ----------------------------- | --- | --- | --- | --- | --- | --- | --- | --- | --- | --- | --- | --- | --- | --- | --- | --- | --- | --- | --- | --- | --- | --- |
| 1960   | Fernand Tavano                              | Ferrari 250 GT                | BUA | SEB | TAR | NÜR | LEM |     |     |     |     |     |     |     |     |     |     |     |     |     |     |     |     |     |
| 1960   | Fernand Tavano                              | Ferrari 250 GT                |     | 4   |     |     |     |     |     |     |     |     |     |     |     |     |     |     |     |     |     |     |     |     |
| 1961   | Willy Mairesse                              | Ferrari 250 GT                | SEB | TAR | NÜR | LEM | PES |     |     |     |     |     |     |     |     |     |     |     |     |     |     |     |     |     |
| 1961   | Willy Mairesse                              | Ferrari 250 GT                |     | DNF |     |     |     |     |     |     |     |     |     |     |     |     |     |     |     |     |     |     |     |     |
| 1963   | Fernand Tavano                              | Ferrari 250 GTO               | DAY | SEB | SEB | TAR | SPA | MAI | NÜR | CON | ROS | LEM | MON | WIS | TAV | FRE | CCE | RTT | OVI | NÜR | MON | MON | TDF | BRI |
| 1963   | Fernand Tavano                              | Ferrari 250 GTO               |     |     |     |     |     |     | 4   |     |     |     |     |     |     |     |     |     |     |     |     |     |     |     |
| 1964   | Ecurie Francorchamps Equipe Nationale Belge | Ferrari 250LM Ferrari 250 GTO | DAY | SEB | TAR | MON | SPA | CON | NÜR | ROS | LEM | REI | FRE | CCE | RTT | SIM | NÜR | MON | TDF | BRI | BRI | PAR |     |     |
| 1964   | Ecurie Francorchamps Equipe Nationale Belge | Ferrari 250LM Ferrari 250 GTO |     |     |     |     |     |     | DNF |     | 16  | 9   |     |     |     |     |     |     |     |     |     |     |     |     |
| 1965   | Ecurie Francorchamps Pierre Dumay           | Ferrari 250LM                 | DAY | SEB | BOL | MON | MON | RTT | TAR | SPA | NÜR | MUG | ROS | LEM | REI | BOZ | FRE | CCE | OVI | NÜR | BRI | BRI |     |     |
| 1965   | Ecurie Francorchamps Pierre Dumay           | Ferrari 250LM                 |     |     |     |     |     |     |     |     | DNF |     |     | 2   | DNF |     |     |     |     |     |     |     |     |     |
| 1966   | Ecurie Francorchamps                        | Ferrari 365P2                 | DAY | SEB | MON | TAR | SPA | NÜR | LEM | MUG | CCE | HOK | SIM | NÜR | ZEL |     |     |     |     |     |     |     |     |     |
| 1966   | Ecurie Francorchamps                        | Ferrari 365P2                 |     |     |     | DNF |     |     |     |     |     |     |     |     |     |     |     |     |     |     |     |     |     |     |
| 1967   | Ford France                                 | Ford GT40                     | DAY | SEB | MON | SPA | TAR | NÜR | LEM | HOK | MUG | BRH | CCE | ZEL | OVI | NÜR |     |     |     |     |     |     |     |     |
| 1967   | Ford France                                 | Ford GT40                     |     |     |     | DNF |     |     |     |     |     |     |     |     |     |     |     |     |     |     |     |     |     |     |